# Masha Gessen
Masha Gessen (geboren als Maria Aleksandrovna Gessen, Russisch: Мари́я Алекса́ндровна Ге́ссен - Moskou, 13 januari 1967) is een Russisch-Amerikaanse schrijver en journalist. Gessen is vooral bekend door boeken over Vladimir Poetin en Donald Trump.

## Leven en werk
Gessen was aanvankelijk vooral bekend als journalist voor uiteenlopende publicaties als The New York Times, Granta en The New Yorker. Gessens schrijft veel over onder meer lgbt-rechten en de machtsvorming van totalitaire regimes. Gessen is non-binair en geeft er in de Engelse taal de voorkeur aan door anderen te worden aangeduid met de genderneutrale voornaamwoorden "they/them/their".

## Publicaties (in het Nederlands)
- 2020 - Hoe overleef je een autocratie? Donald Trump en de vernietiging van de Amerikaanse democratie. Vertaling door Aad Janssen en Pon Ruiter. Amsterdam, De Bezige Bij, ISBN 9789403103914
- 2018 - De toekomst is geschiedenis. De terugkeer van het totalitaire Rusland. Vertaling door Jan Robert Braat. Amsterdam, De Bezige Bij, ISBN 978-94-0310610-6
- 2013 - Gay propaganda. Liefdesverhalen uit Rusland. Samengesteld door Masha Gessen en Joseph Huff-Hanon, voorwoord van Garry Kasparov. Vertaling door Claudia Dispa en Wilma Hoving. Amsterdam, Lebowski Publishers, ISBN 978-90-488-2030-6
- 2014 - Het woord als wapen. Pussy Riot en hun strijd tegen Vladimir Putin. Vertaling door Ireen Niessen. Amsterdam, Ambo, ISBN 978-90-263-2781-0
- 2012 - De man zonder gezicht. De macht van Vladimir Poetin. Vertaling door Edwin Krijgsman et al. Amsterdam, Ambo, ISBN 978-90-263-2559-5
- 2004 - Ester & Ruzya. Vertaling door Els Franci. Baarn, De Kern, ISBN 90-325-0849-0

- Bibsys: 97023864
- Biblioteca Nacional de España: XX1758125
- Bibliothèque nationale de France: cb16581160w (data)
- Catàleg d'autoritats de noms i títols de Catalunya: 981058517458806706
- CiNii: DA10783800
- Gemeinsame Normdatei: 120102331
- International Standard Name Identifier: 0000 0001 1068 7473
- Library of Congress Control Number: n94105913
- Nationale Bibliotheek van Letland: 000180726
- MusicBrainz: 1edc2d3d-b9d8-43cf-9c6a-65f552f5d4f6
- Bibliotheek van het Japanse parlement: 01180558
- Nationale Bibliotheek van Tsjechië: js20020805342
- Nationale bibliotheek van Australië: 48864759
- Nationale Bibliotheek van Israël: 987007301334605171
- Nationale Bibliotheek van Polen: a0000001893123
- Nederlandse Thesaurus van Auteursnamen: 169854159
- Réseau des bibliothèques de Suisse occidentale: 02-A003292241
- Istituto Centrale per il Catalogo Unico: TO0V262350
- LIBRIS: 373259
- Système universitaire de documentation: 144848317
- Trove: 1481099
- Virtual International Authority File: 67288841
- WorldCat: E39PBJtxcQRxGCRMCmthdXM773